# Brug 127
Brug 127 is een vaste brug in Amsterdam-Centrum.

## Brug
De brug is gelegen in de oostelijke kade van de Lijnbaansgracht en overspant de Egelantiersgracht.
Op de kaart van Joan Blaeu uit circa 1649 staat op deze plek al een brug ingetekend. De moderne geschiedenis begint hier in juni 1883; een aantal jaren eerder was de brug een sta in de weg voor de aanleg van een zinkbuis voor de waterleiding. Dan ligt er een houten brug, die nodig aan vervanging toe is. In die maand werd aanbesteding gedaan voor een vervanging van de brug met gemetselde landhoofden en geconstrueerd ijzeren draagjukken. In 1921 werd die brug opnieuw vernieuwd en verbreed; werkzaamheden maken deel uit van de aanpak van een aantal bruggen in de buurt. Ze werden aangepakt onder het bewind van Wichert Arend de Graaf van de Dienst der Publieke Werken.
Dit gebeurt opnieuw in maart 1973 toen een aantal bruggen in de Amsterdamse binnenstad vernieuwd moest worden. Er hoefde destijds niet op historische correctheid gelet te worden, daarvoor vond de gemeente de Lijnbaansgracht destijds te oninteressant. De brug kreeg een vloeiende betonnen overspanning op ijzeren jukken met betonnen top, de jukken werden wel voorzien van een betonnen paalfundering. Er werd vier maanden aan gewerkt. Het ontwerp was opnieuw van de Publieke Werken, maar de specifieke architect is vooralsnog onbekend. De brug kreeg geen brugnummer op een metalen plaatje; het nummer is direct op de brug geschilderd.
Aan de voet van de brug staan rijksmonumenten Egelantiersgracht 223 en 225.

## Afbeeldingen

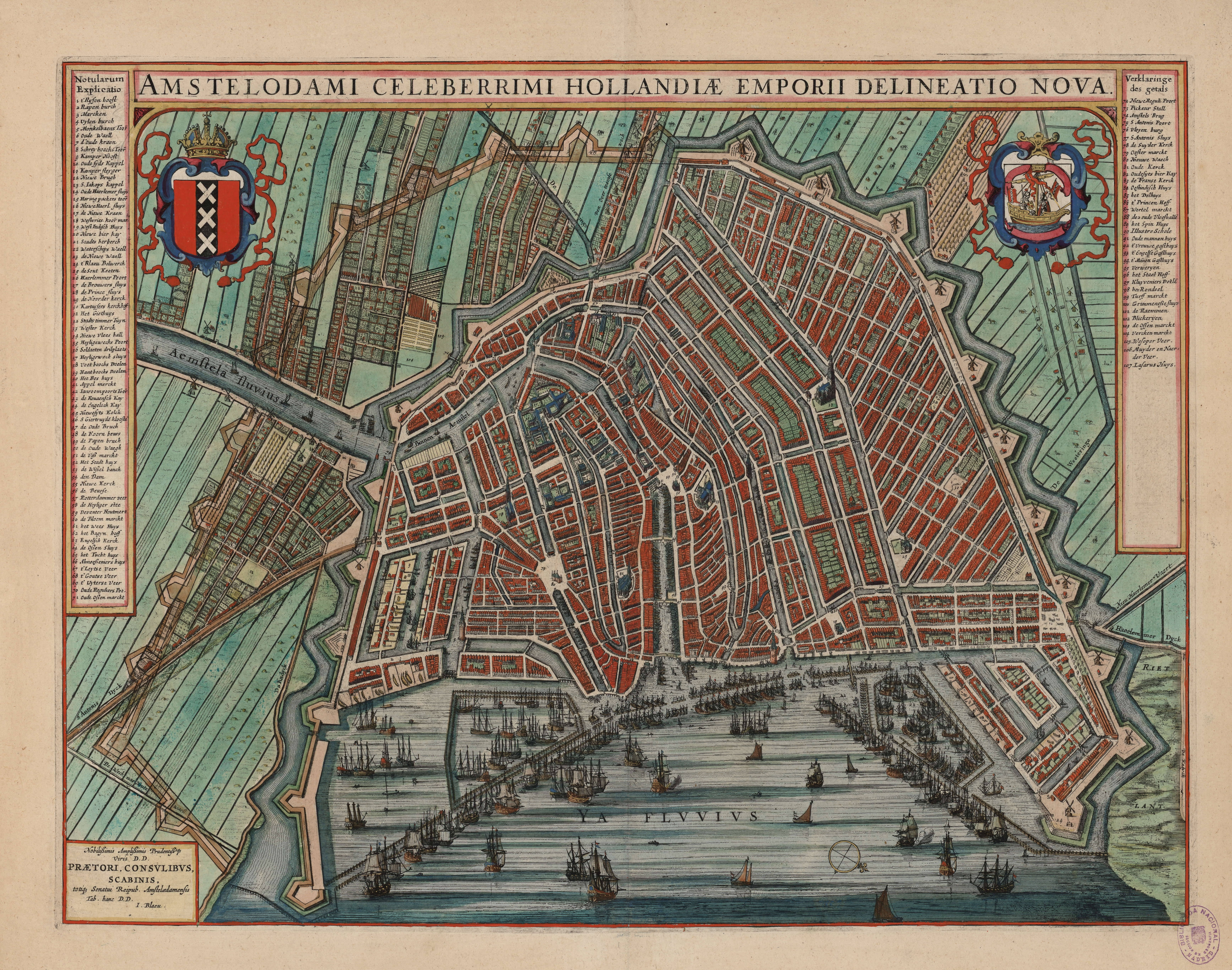
Kaart van Joan Blaeu uit 1649
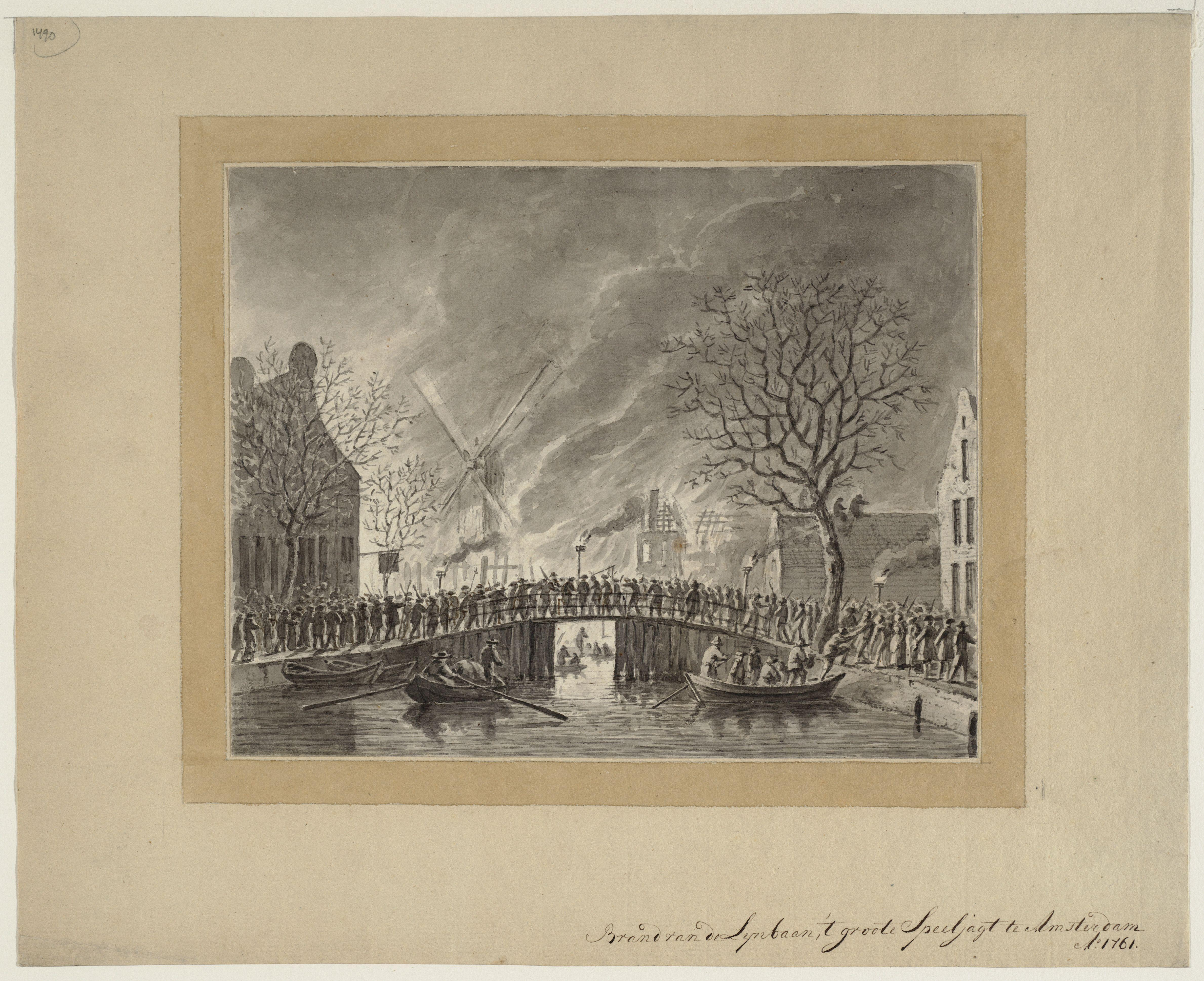
Brug op een tekening uit circa 1761
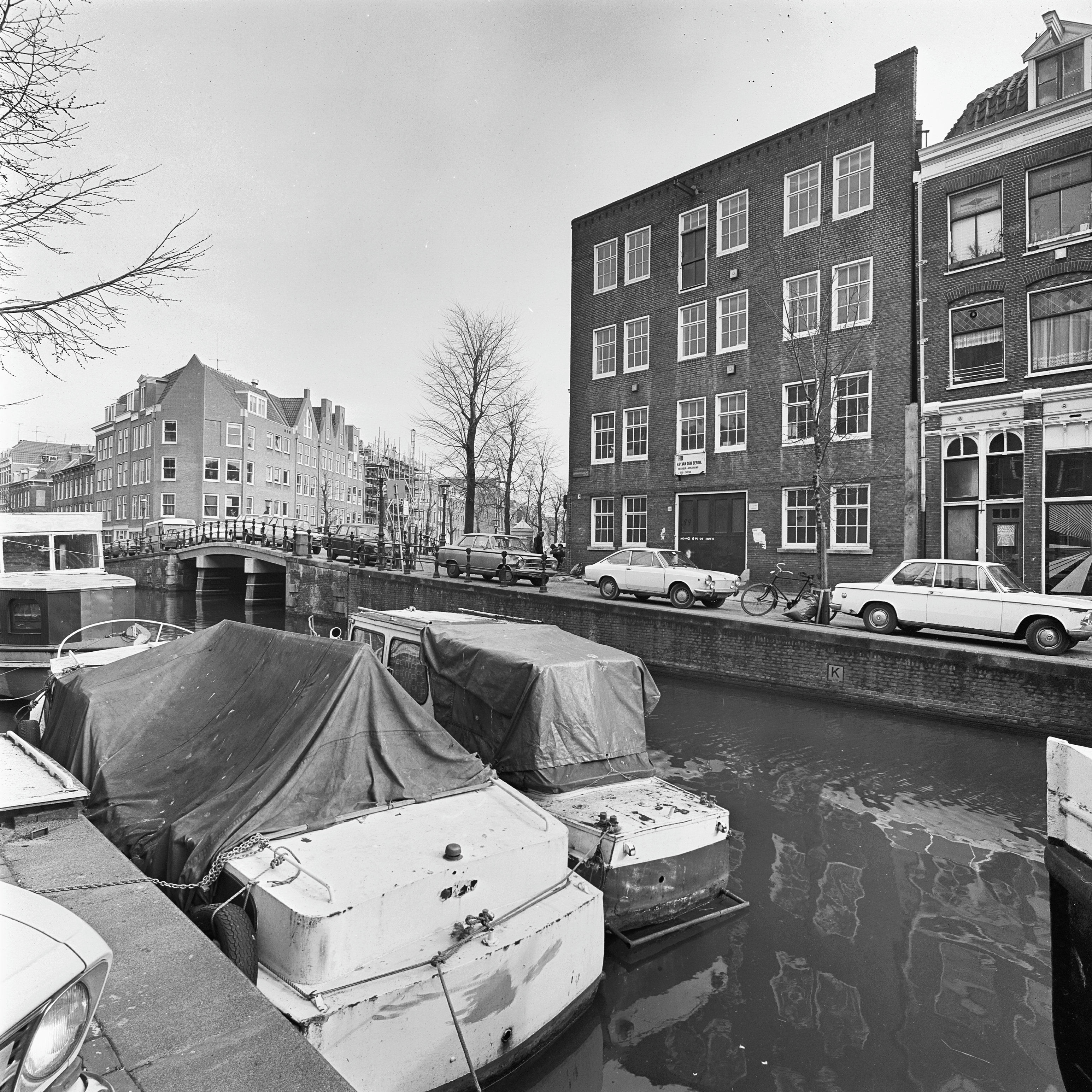
De brug in 1976
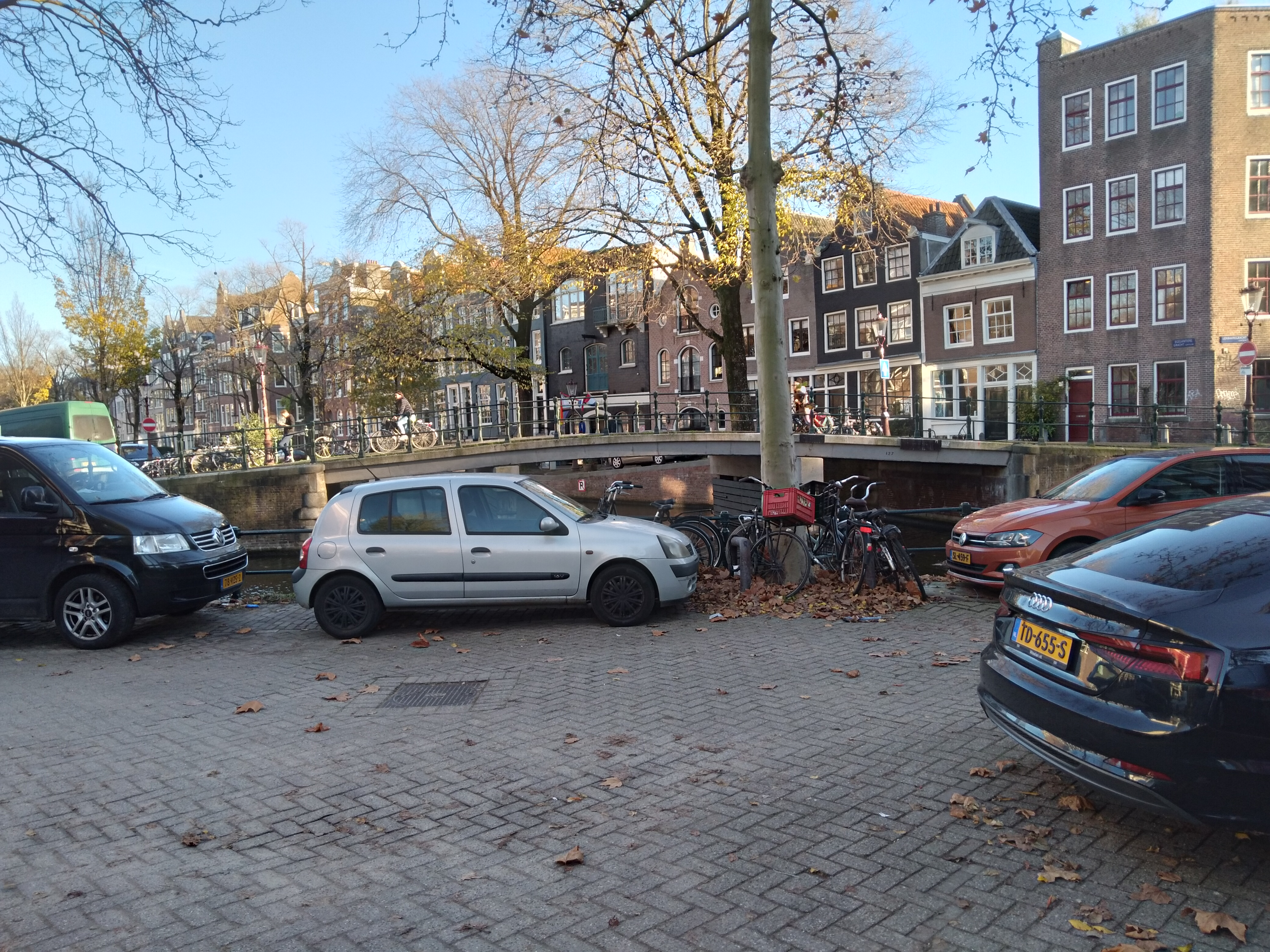
De vloeiende betonlijn (november 2020)

<<< · 100 · 101 · 102 · 103 ·  105 · 106 · 107 · 108 · 109 ·  110 · 111 · 112 · 113 · 114 · 115 · 116 · 117 · 118 · 119 · 120 · 121 · 122 · 123 · 124 · 125 · 126 · 127 · 128 · 129 · 130 · 131 · 132 · 135 · 136 · 137 · 138 · 139 · 140 · 141 · 142 · 143 · 144 · 145 · 146 · 147 · 148 · 149 ·  150 · 151 · 152 · 155 · 156 · 159 · 160 · 161 · 162 · 163 · 164 · 165 · 166 · 167 · 168 · 169 ·  170 · 171 · 172 · 173 · 174 · 175 · 176 · 177 · 178 · 179 · 180 · 181 · 182 · 183 · 184 · 185 · 186 · 187 · 189 · 190 · 191 · 192 · 193 · 194 · 195 · 196 · 198 · 199 · >>>
Brugnummers 104, 133, 134, 153, 154, 157, 158, 188 en 197 zijn niet (meer) in gebruik.